# Selaginella miniatospora
Selaginella miniatospora är en mosslummerväxtart som först beskrevs av Dalz., och fick sitt nu gällande namn av Bak.. Selaginella miniatospora ingår i släktet mosslumrar, och familjen mosslummerväxter. Inga underarter finns listade i Catalogue of Life.